# Los domingos mueren más personas
Los domingos mueren más personas és una pel·lícula de comèdia dramàtica de 2024, escrita i dirigida per Iair Said, qui també la va protagonitzar al costat de Rita Cortese, Juliana Gattas i Antonia Zegers. Es va estrenar en el Festival de Cannes el 20 de maig de 2024; té previst la seva estrena en cinemes de l'Argentina per al 7 de novembre de 2024, amb distribució de Star Distribution.

## Argument
David, un jove jueu de classe mitjana, corpulent, homosexual i amb por de volar, torna a Buenos Aires des d'Europa, per la defunció del seu oncle. En aquest retorn, David s'assabenta que la seva mare ha decidit desconnectar el respirador del seu pare, l'única cosa que el manté viu des de fa anys. David oscil·larà entre la convivència íntima amb la seva mare, alienada pel dolor de la imminent pèrdua del seu marit i una voracitat per omplir la seva angoixa existencial, ocupant les seves hores aprenent a conduir, anant a especialistes més barats que a Europa, i intentant tenir sexe amb qualsevol home que li demostri una mica d'afecte..

## Repartiment
- Iair Said com a David
- Rita Cortese com a Dora
- Juliana Gattas com a Elisa
- Antonia Zegers com a Silvia

## Producció
El 2022, el projecte de llargmetratge Los domingos mueren más personas va rebre el suport del programa Ibermedia en la seva convocatòria d'aquest any. Al maig de 2023, es va anunciar que el rodatge de la pel·lícula final, escrita i dirigida per Iair Said, havia conclòs el dia 19 d'aquest mes,  i que Said protagonitzaria la cinta al costat de Rita Cortese, Juliana Gattas i Antonia Zegers.

## Llançament i màrqueting
A l'abril de 2024, es va anunciar que Los domingos tienen más personas tindria la seva estrena mundial en el programa ACID del Festival Internacional de Cinema de Canes el 20 de maig de 2024.  Més endavant en 2024, la pel·lícula va ser inclosa en la secció de "Horitzons Llatins" del Festival Internacional de Cinema de Sant Sebastià.
A l'Argentina, Star Distribution va adquirir els drets de distribució a l'Argentina i al juliol de 2024 va programar la seva estrena per al 7 de novembre de 2024, encara que en un principi la seva data va ser erròniament reportada com el 31 d'octubre de 2024. Al setembre de 2024, Star Distribution va llançar el tràiler final de la pel·lícula a l'Argentina.

## Resposta de la crítica
Ankit Jhunjhunwala de Screen Anarchy va qualificar la pel·lícula d'emocionant però afectada per un ritme lent, escrivint que "hi ha quelcom lúgubre a l'essència de Los domingos mueren más pesonas, fins i tot als 75 minuts. No hi passa prou i la pel·lícula sembla que s'hagi ampliat a partir d'un curtmetratge dissenyat per durar entre 35 i 40 minuts. La letargia en els llargmetratges de debut no és gens estranya i normalment es dissipa en les pel·lícules posteriors. L'agudesa emocional de Said, però, i el seu punt de vista únic el converteixen en una nova veu valuosa al cinema".
Nicholas Bell de Ioncinema va escriure que "si bé la mecànica de la narrativa de Said és possiblement familiar, és una dissecció interessant d'identitats que impliquen un argentí gai, amb sobrepès i jueu d'una edat determinada, les experiències del qual creixent en un temps i lloc determinats l'han paralitzat en un ritme repetitiu de desenvolupament aturat. Exhibint comportaments qüestionables, sovint autosabotejants i prohibitius per al seu benestar, Said porta aquest retrat una mica trist a una nota de gràcia tranquil·la i commovedora que suggereix que el costat positiu de la pèrdua és un recordatori motivacional per als vius."